# 2008-as motokrossz portugál nagydíj
A portugál nagydíj a 2008-as FIM motokrossz-világbajnokság 3. versenye volt. 2008. április 26. és április 27. között rendezték meg a Aguedában.  Az MX1-es kategóriában az francia Sébastien Pourcel, az MX2-esek között az olasz Antonio Cairoli tudott diadalmaskodni. 
Egyetlen magyar MX1-es versenyzőnk Németh Kornél a 12. lett.

## Futam

### MX1
| Helyezés | #   | Versenyző          | Motor    | 1. futam | 2. futam | Össz |
| -------- | --- | ------------------ | -------- | -------- | -------- | ---- |
| 1        | 90  | Sébastien Pourcel  | Kawasaki | 22       | 25       | 47   |
| 2        | 19  | David Philippaerts | Yamaha   | 25       | 22       | 47   |
| 3        | 6   | Joshua Coppins     | Yamaha   | 16       | 20       | 36   |
| 4        | 7   | Jonathan Barragan  | KTM      | 20       | 14       | 34   |
| 5        | 11  | Steve Ramon        | Suzuki   | 15       | 18       | 33   |
| 6        | 211 | Billy Mackenzie    | Honda    | 18       | 15       | 33   |
| 7        | 3   | Mike Brown         | Honda    | 12       | 16       | 28   |
| 8        | 14  | Marc de Reuver     | Honda    | 14       | 13       | 27   |
| 9        | 8   | Tanel Leok         | Kawasaki | 13       | 11       | 24   |
| 10       | 25  | Clément Desalle    | Suzuki   | 11       | 10       | 21   |
| 11       | 12  | Maximilian Nagl    | KTM      | 9        | 9        | 18   |
| 12       | 108 | Németh Kornél      | KTM      | 3        | 12       | 15   |
| 13       | 16  | James Noble        | KTM      | 6        | 7        | 13   |
| 14       | 27  | Marcus Schiffer    | KTM      | 8        | 5        | 13   |
| 15       | 15  | Julien Bill        | Honda    | 10       | 0        | 10   |
| 16       | 115 | Carlos Campano     | Yamaha   | 0        | 8        | 8    |
| 17       | 23  | Alex Salvini       | Suzuki   | 5        | 3        | 8    |
| 18       | 17  | Pierre A. Renet    | Suzuki   | 1        | 6        | 7    |
| 19       | 9   | Ken de Dycker      | Suzuki   | 7        | 0        | 7    |
| 20       | 32  | Manuel Priem       | Kawasaki | 4        | 1        | 5    |
| 21       | 35  | Paulo Goncalves    | Honda    | 0        | 4        | 4    |
| 22       | 22  | Marvin van Daele   | Suzuki   | 0        | 2        | 2    |
| 23       | 121 | Alessio Chiodi     | TM       | 2        | 0        | 2    |

### MX2
| Helyezés | #   | Versenyző            | Motor    | 1. futam | 2. futam | Össz |
| -------- | --- | -------------------- | -------- | -------- | -------- | ---- |
| 1        | 222 | Antonio Cairoli      | Yamaha   | 25       | 25       | 50   |
| 2        | 4   | Tyla Rattray         | KTM      | 20       | 22       | 42   |
| 3        | 2   | Tommy Searle         | KTM      | 22       | 20       | 42   |
| 4        | 7   | Stephen Sword        | Kawasaki | 18       | 16       | 34   |
| 5        | 131 | Nicolas Aubin        | Yamaha   | 13       | 18       | 31   |
| 6        | 10  | Rui Goncalves        | KTM      | 15       | 15       | 30   |
| 7        | 39  | Davide Guarneri      | Yamaha   | 16       | 9        | 25   |
| 8        | 89  | Jeremy van Horebeek  | KTM      | 11       | 11       | 22   |
| 9        | 11  | Gautier Paulin       | Kawasaki | 12       | 10       | 22   |
| 10       | 23  | Carl Nunn            | Suzuki   | 6        | 14       | 20   |
| 11       | 183 | Steven Frossard      | Kawasaki | 14       | 0        | 14   |
| 12       | 24  | Shaun Simpson        | KTM      | 0        | 13       | 13   |
| 13       | 22  | Anthony Boissiere    | KTM      | 8        | 5        | 13   |
| 14       | 13  | Manuel Monni         | Yamaha   | 0        | 12       | 12   |
| 15       | 121 | Xavier Boog          | Suzuki   | 10       | 0        | 10   |
| 16       | 20  | Gregory Aranda       | Kawasaki | 3        | 6        | 9    |
| 17       | 69  | Wyatt Avis           | Honda    | 9        | 0        | 9    |
| 18       | 81  | Jeremy Tarroux       | KTM      | 0        | 8        | 8    |
| 19       | 77  | Shannon Terreblanche | Suzuki   | 1        | 7        | 8    |
| 20       | 44  | Elliot Banks-Browne  | Suzuki   | 4        | 3        | 7    |
| 21       | 25  | Marvin Musquin       | Honda    | 7        | 0        | 7    |
| 22       | 34  | Joel Roelants        | KTM      | 5        | 1        | 6    |
| 23       | 65  | Julien Vanni         | KTM      | 0        | 4        | 4    |
| 24       | 37  | Gert Krestinov       | KTM      | 0        | 2        | 2    |
| 25       | 501 | Alessandro Lupino    | Yamaha   | 2        | 0        | 1    |

- A pontozásról bővebben a Motokrossz-pontozási rendszer cikkben lehet tájékozódni.